# Hadj Ahmed el Tijani
Pour les articles homonymes, voir Ahmed Tijani.
Hadj Ahmed el Tijani, ou Ahmed Tidjani, est un fonctionnaire algérien et membre de l'association des oulémas, né en 1875 à Aïn Madhi. Il travaille comme interprète et précepteur dans la cour des rois du Maroc, sa traduction française du Coran en 1936 est parmi les plus importantes à ce jour. Il meurt en 1982 à Rabat.

## Biographie
Ahmed el Tijani fait ses études à la medersa El Thaâlibiya d'Alger et reçoit ainsi une formation bilingue français-arabe en juridiction islamique. Il occupe la fonction de cadi à Alger et Constantine. Puis il se rend au Maroc, où il est nommé interprète auprès du Sultan Moulay Youssef en 1921. Puis il devient le précepteur des enfants du roi Mohammed V jusqu'en 1960.
Ahmed el Tijani est connu pour sa traduction du Coran en français, avec Octave Pesle, édité par Maisonneuve et Larose en 1936. Malek Chebel dans son Dictionnaire encyclopédique du Coran la liste parmi « les plus importantes traductions européennes du Coran du Moyen Âge à nos jours ».
En 1955, il fait partie de la délégation venue chercher le roi Mohamed V à Antsirabe en exil pour le ramener à Rabat.
Membre de l'association des oulémas algériens, il écrivait régulièrement dans les journaux réformistes algériens (al-Iṣlāḥ, al-Ṣirāṭ, al-Šihāb et al-Baṣāʾir). Il défendit l'usage de l'arabe dialectal (derdja/ammiya) dans un article paru en 1936.
Il est le père de Hachemi Tijani,, un islamiste algérien.

## Ouvrage
- Le Coran  (trad. Octave Pesle et Ahmed Tidjani), Maisonneuve et Larose, 1936, 2e édition en 1948, 3e en 1954, réédition les Heures claires en 1973.